# Hällristningarna i Arpa-Uzen
Hällristningarna i Arpa-Uzen i Karataubergen i södra Kazakstan är ett stort hällristningsområde med över 3500 hällristningar. Sedan 24 september 1988 är området uppsatt på Kazakhstans tentativa världsarvslista.